# Руда (притока Случі, смт. Миропіль)
Руда — річка в Україні, у Романівському районі Житомирської області. Права притока Случі, (басейн Прип'яті).

## Опис
Довжина річки 17 км, похил річки 3,2  м/км, найкоротша відстань між витоком і гирлом — 14,40 км, коефіцієнт звивистості річки — 1,18 , площа басейну водозбору 41,2  км². Річка формується 1 притокою, декількома безіменними струмками та загатами.

## Розташування
Бере початок на північно-східній стороні від села Гордіївки. Тече переважно на північний захід через Химрич, Шевченка і у селищі Миропіль впадає у річку Случ, праву притоку Горині.
Населені пункти вздовж берегової смуги: Печанівка.

## Притоки
- Сапогівка (ліва).

## Цікаві факти
- Біля витоку проходить залізнична дорога. На лівому березі річки на відстані приблизно 1,3 км розташована станція Гордіївка.
- У Мирополі на правому березі річки проходить автошлях Т 2309 (територіальний автомобільний шлях в Україні, Шепетівка — Полонне — Бердичів).